# 비라세나 사바
비라세나 사바(산스크리트어: विरासेन सबा)는 굽타 황제 찬드라굽타 2세의 수상이다. 그는 외무대신·평화대신·방위대신이기도 했다. 그는 황제가 총애하는 신하이자 뛰어난 시인이었다. 그는 시바에게 바쳐진 석굴 사원의 발굴을 기록하는 우다야기리 석굴 비문에서 알려져 있다. 그는 열렬한 시바교도였다.

## 이름
그의 이름의 첫 번째 부분은 '용감한'을 의미하는 비라이고, 두 번째 부분은 문자 그대로 '용감한 군대의 하나'를 의미하는 세나이다.

## 생애
비라세나 사바는 굽타 황제 찬드라굽타 2세의 외무대신, 평화대신 및 방위대신이었으며 세습권으로 직책을 맡았다. 그는 황제가 총애하는 신하이자 뛰어난 시인이었다.
- (비문 번호 6, L.4) : 파탈리푸트라 출신인 그는 찬드라굽타 2세(320년 - 335년)에 의해 방위대신 및 평화대신을 세습받았으며 왕의 광범위한 군사 원정에 동행했다.[1]

파니니는 그의 아스타드야이에서 세난타라는 이름을 언급한다. U.N. 로이는 뛰어난 시인이었던 사바 별칭 비라세나가 메하라울리 철기둥 비문에 새겨진 프라샤스티를 작곡했을 가능성을 추측한다. 그가 찬드라굽타보다 오래 살았을 가능성이 있으며, 다르마야트라에서 그가 바흘리카에게 승리한 후 주 비슈누에게 경의를 표하기 위해 세운 높은 깃발이 있던 장소를 다시 방문했을 때, 이 프라사스티를 메흐라울리 기둥 위에 작곡하고 새겼을 것이다.
찬드라굽타 2세의 우다야기리 석굴 비문 (A.D. 375-414)은 찬드라굽타 2세 치세의 평화대신 및 방위대신이었던 코츠사의 아이인 비라세나에 대해 언급하고 있는데, 그는 단어의 의미와 논리, 그리고 (파탈리푸트라의) 도시에 속한 (인류의) 방식을 알고 있었다고 한다.